# Fußballclub Bayer 05 Uerdingen 1987-1988
Questa voce raccoglie le informazioni riguardanti il Fußballclub Bayer 05 Uerdingen nelle competizioni ufficiali della stagione 1987-1988.

## Stagione
Nella stagione 1987-1988 il Bayer Uerdingen, allenato da Horst Köppel, Horst Wohlers e Rolf Schafstall, concluse il campionato di Bundesliga al 11º posto. In Coppa di Germania il Bayer Uerdingen fu eliminato ai quarti di finale dall'Eintracht Francoforte.

## Rosa
| N. |                     | Ruolo | Calciatore          |
| -- | ------------------- | ----- | ------------------- |
|    | Germania (bandiera) | P     | Mario Bäger         |
|    | Germania (bandiera) | P     | Manfred Kubik       |
|    | Germania (bandiera) | D     | Werner Buttgereit   |
|    | Germania (bandiera) | D     | Torsten Chmielewski |
|    | Germania (bandiera) | D     | Michael Dämgen      |
|    | Germania (bandiera) | D     | Holger Fach         |
|    | Germania (bandiera) | D     | Wolfgang Funkel     |
|    | Germania (bandiera) | D     | Matthias Herget     |
|    | Germania (bandiera) | D     | Dietmar Klinger     |
|    | Germania (bandiera) | D     | Frank Thommessen    |
|    | Germania (bandiera) | D     | Ludger van de Loo   |

| N. |                     | Ruolo | Calciatore        |
| -- | ------------------- | ----- | ----------------- |
|    | Germania (bandiera) | C     | Rudolf Bommer     |
|    | Germania (bandiera) | C     | Friedhelm Funkel  |
|    | Germania (bandiera) | C     | Frank Kirchhoff   |
|    | Svezia (bandiera)   | C     | Robert Prytz      |
|    | Germania (bandiera) | C     | Franz Raschid     |
|    | Germania (bandiera) | C     | Darius Scholtysik |
|    | Germania (bandiera) | A     | Oliver Bierhoff   |
|    | Germania (bandiera) | A     | Stefan Kuntz      |
|    | Germania (bandiera) | A     | Reinhold Mathy    |
|    | Germania (bandiera) | A     | Marcel Witeczek   |
|    | Germania (bandiera) | A     | Stephan Wolff     |

## Organigramma societario
Area tecnica
- Allenatore: Rolf Schafstall
- Allenatore in seconda: Horst Wohlers
- Preparatore dei portieri:
- Preparatori atletici:

## Calciomercato

### Sessione estiva
| Acquisti | Acquisti       | Acquisti      | Acquisti |
| R.       | Nome           | da            | Modalità |
| -------- | -------------- | ------------- | -------- |
| A        | Reinhold Mathy | Bayern Monaco |          |
| C        | Robert Prytz   | Young Boys    |          |

| Cessioni | Cessioni           | Cessioni       | Cessioni |
| R.       | Nome               | a              | Modalità |
| -------- | ------------------ | -------------- | -------- |
| P        | Werner Vollack     | Homburg        |          |
| A        | Klaus Basten       | Union Solingen |          |
| A        | Lárus Guðmundsson  | Kaiserslautern |          |
| D        | Karl-Heinz Wöhrlin | Karlsruhe      |          |

### Sessione invernale
| Acquisti | Acquisti    | Acquisti           | Acquisti |
| R.       | Nome        | da                 | Modalità |
| -------- | ----------- | ------------------ | -------- |
| D        | Holger Fach | Fortuna Düsseldorf |          |

| Cessioni | Cessioni | Cessioni | Cessioni |
| R.       | Nome     | a        | Modalità |
| -------- | -------- | -------- | -------- |

## Risultati

### Bundesliga

#### Girone di andata
| Arbitro: | Heitmann |

|  |           |                          |
|  | Marcatori | 31’ Eckstein 88’ Stenzel |

| Arbitro: | Gabor |

|                          |           |           |
| Criens 52’ Frontzeck 80’ | Marcatori | 31’ Mathy |

| Arbitro: | Föckler |

|                          |           |  |
| Mathy 61’, 68’ Prytz 77’ | Marcatori |  |

| Arbitro: | Barnick |

|                            |           |  |
| Povlsen 47’ Littbarski 63’ | Marcatori |  |

| Arbitro: | Amerell |

|           |           |                 |
| Kuntz 69’ | Marcatori | 74’, 80’ Riedle |

| Arbitro: | Werner |

|               |           |           |
| Götz 14’, 58’ | Marcatori | 30’ Kuntz |

| Arbitro: | Matheis |

|           |           |  |
| Kuntz 63’ | Marcatori |  |

| Arbitro: | Theobald |

|             |           |  |
| Hermann 47’ | Marcatori |  |

| Arbitro: | Mierswa |

|                                |           |               |
| Kuntz 10’ Prytz 57’ Funkel 87’ | Marcatori | 26’ Friedmann |

| Arbitro: | Bruch |

|               |           |                                      |
| Heinemann 87’ | Marcatori | 9’, 84’ Kuntz 74’ (rig.), 80’ Bommer |

| Arbitro: | Scheuerer |

|                                 |           |           |
| Kaltz 42’ Spörl 47’ Okoński 52’ | Marcatori | 76’ Prytz |

| Arbitro: | Wiesel |

|                          |           |                                                            |
| Herget 32’ Kirchhoff 54’ | Marcatori | 11’, 84’ Perfetto 51’ Schütterle 78’ Klinsmann 88’ Mirwald |

| Leverkusen 17 ottobre 1987, ore 15:30 CET 13ª giornata | Bayer Leverkusen | 0 – 0 referto | Bayer Uerdingen | Ulrich-Haberland-Stadion (7 500 spett.)\| Arbitro: \| Schmidhuber \| |
| Arbitro:                                               | Schmidhuber      |               |                 |                                                                      |

| Arbitro: | Kautschor |

|                            |           |                       |
| Mathy 35’ Prytz 71’ (rig.) | Marcatori | 51’ (rig.) Pagelsdorf |

| Arbitro: | Heitmann |

|                                     |           |  |
| Hughes 30’ Matthäus 81’ Wegmann 87’ | Marcatori |  |

| Arbitro: | Eli |

|              |           |              |
| Kirchhoff 7’ | Marcatori | 85’ Lippmann |

| Arbitro: | Neuner |

|                               |           |                           |
| Schäfer 14’ Funkel 18’ (aut.) | Marcatori | 1’ Kirchhoff 48’ Bierhoff |

#### Girone di ritorno
| Arbitro: | Umbach |

|                        |           |          |
| Eckstein 10’, 24’, 56’ | Marcatori | 5’ Kuntz |

| Arbitro: | Scheuerer |

|                       |           |                               |
| Funkel 33’ Funkel 86’ | Marcatori | 20’, 46’ Criens 44’, 78’ Rahn |

| Arbitro: | Wiesel |

|                                      |           |          |
| Smolarek 50’ Turowski 52’ Détári 84’ | Marcatori | 57’ Fach |

| Arbitro: | Tritschler |

|                  |           |                       |
| Prytz 15’ (rig.) | Marcatori | 11’ (rig.) Littbarski |

| Arbitro: | Wittke |

|                                             |           |           |
| Riedle 34’, 90’ Neubarth 64’, 68’ Meier 87’ | Marcatori | 16’ Kuntz |

| Arbitro: | Dellwing |

|                                                 |           |                      |
| Fach 14’ Witeczek 31’ Herget 44’ Mathy 60’, 65’ | Marcatori | 19’, 90’ (rig.) Thon |

| Hannover 19 marzo 1988, ore 15:30 CET 24ª giornata | Hannover 96 | 0 – 0 referto | Bayer Uerdingen | Niedersachsenstadion (11 094 spett.)\| Arbitro: \| Föckler \| |
| Arbitro:                                           | Föckler     |               |                 |                                                               |

| Arbitro: | Matheis |

|                                    |           |                       |
| Kuntz 20’, 59’ Funkel 67’ Fach 86’ | Marcatori | 30’ Glesius 77’ Spies |

| Arbitro: | Fux |

|                            |           |              |
| Herget 22’ (aut.) Roos 90’ | Marcatori | 4’, 40’ Fach |

| Arbitro: | Schmidhuber |

|                              |           |            |
| Fach 30’ Mathy 32’ Prytz 77’ | Marcatori | 7’ Leifeld |

| Arbitro: | Neuner |

|                  |           |          |
| Prytz 24’ (rig.) | Marcatori | 41’ Bein |

| Arbitro: | Gächter |

|             |           |                                |
| Allgöwer 8’ | Marcatori | 24’ Klinger 51’ Mathy 61’ Fach |

| Arbitro: | Umbach |

|                                               |           |          |
| Prytz 3’ (rig.) Funkel 48’ Fach 53’ Kuntz 77’ | Marcatori | 85’ Götz |

| Arbitro: | Brückner |

|                                       |           |                           |
| Zorc 32’ (rig.), 37’, 81’, 90’ (rig.) | Marcatori | 10’ Fach 52’ (rig.) Prytz |

| Krefeld 7 maggio 1988, ore 15:30 CEST 32ª giornata | Bayer Uerdingen | 0 – 0 referto | Bayern Monaco | Grotenburg Stadion (18 000 spett.)\| Arbitro: \| Wiesel \| |
| Arbitro:                                           | Wiesel          |               |               |                                                            |

| Arbitro: | Theobald |

|                                |           |                             |
| Cvetković 20’ (rig.) Trieb 42’ | Marcatori | 51’ Witeczek 85’ Eðvaldsson |

| Arbitro: | Amerell |

|                                                 |           |             |
| Kuntz 28’, 71’ Witeczek 52’ Thommessen 79’, 89’ | Marcatori | 43’ Schäfer |

### Coppa di Germania
| Arbitro: | Correll |

|             |           |                      |
| Winkler 37’ | Marcatori | 62’ Kuntz 87’ Herget |

| Arbitro: | Harder |

|           |           |                |
| Rinke 90’ | Marcatori | 39’, 56’ Kuntz |

| Arbitro: | Assenmacher |

|                                 |           |                                   |
| Fach 46’ Witeczek 77’ Kuntz 96’ | Marcatori | 31’ Helmer 87’ Hupe 119’ Kutowski |

| Arbitro: | Heitmann |

|            |           |                      |
| Dickel 50’ | Marcatori | 21’ Funkel 72’ Kuntz |

| Arbitro: | Gabor |

|                                              |           |                            |
| Détári 22’ Sievers 33’ Binz 55’ Smolarek 64’ | Marcatori | 10’ (aut.) Münn 39’ Funkel |

## Statistiche

### Statistiche di squadra
| Competizione      | Punti | In casa | In casa | In casa | In casa | In casa | In casa | In trasferta | In trasferta | In trasferta | In trasferta | In trasferta | In trasferta | Totale | Totale | Totale | Totale | Totale | Totale | DR |
| Competizione      | Punti | G       | V       | N       | P       | Gf      | Gs      | G            | V            | N            | P            | Gf           | Gs           | G      | V      | N      | P      | Gf     | Gs     | DR |
| ----------------- | ----- | ------- | ------- | ------- | ------- | ------- | ------- | ------------ | ------------ | ------------ | ------------ | ------------ | ------------ | ------ | ------ | ------ | ------ | ------ | ------ | -- |
| Bundesliga        | 31    | 17      | 9       | 4       | 4       | 38      | 25      | 17           | 2            | 5            | 10           | 21           | 36           | 34     | 11     | 9      | 14     | 59     | 61     | -2 |
| Coppa di Germania | -     | 1       | 0       | 1       | 0       | 3       | 3       | 4            | 3            | 0            | 1            | 8            | 7            | 5      | 3      | 1      | 1      | 11     | 10     | +1 |
| Totale            | 31    | 18      | 9       | 5       | 4       | 41      | 28      | 21           | 5            | 5            | 11           | 29           | 43           | 39     | 14     | 10     | 15     | 70     | 71     | -1 |

### Andamento in campionato
| Giornata  | 1  | 2  | 3  | 4  | 5  | 6  | 7  | 8  | 9  | 10 | 11 | 12 | 13 | 14 | 15 | 16 | 17 | 18 | 19 | 20 | 21 | 22 | 23 | 24 | 25 | 26 | 27 | 28 | 29 | 30 | 31 | 32 | 33 | 34 |
| --------- | -- | -- | -- | -- | -- | -- | -- | -- | -- | -- | -- | -- | -- | -- | -- | -- | -- | -- | -- | -- | -- | -- | -- | -- | -- | -- | -- | -- | -- | -- | -- | -- | -- | -- |
| Luogo     | C  | T  | C  | T  | C  | T  | C  | T  | C  | T  | T  | C  | T  | C  | T  | C  | T  | T  | C  | T  | C  | T  | C  | T  | C  | T  | C  | C  | T  | C  | T  | C  | T  | C  |
| Risultato | P  | P  | V  | P  | P  | P  | V  | P  | V  | V  | P  | P  | N  | V  | P  | N  | N  | P  | P  | P  | N  | P  | V  | N  | V  | N  | V  | N  | V  | V  | P  | N  | N  | V  |
| Posizione | 17 | 16 | 12 | 15 | 18 | 18 | 15 | 17 | 14 | 11 | 11 | 16 | 16 | 11 | 14 | 14 | 13 | 13 | 16 | 17 | 17 | 17 | 17 | 16 | 15 | 16 | 13 | 13 | 12 | 11 | 12 | 12 | 12 | 11 |

Legenda:

Luogo: C = Casa; T = Trasferta. Risultato: V = Vittoria; N = Pareggio; P = Sconfitta.

### Statistiche dei giocatori
| Giocatore      | Bundesliga | Bundesliga | Bundesliga  | Bundesliga | Coppa di Germania | Coppa di Germania | Coppa di Germania | Coppa di Germania | Totale   | Totale | Totale      | Totale     |
| Giocatore      | Presenze   | Reti       | Ammonizioni | Espulsioni | Presenze          | Reti              | Ammonizioni       | Espulsioni        | Presenze | Reti   | Ammonizioni | Espulsioni |
| -------------- | ---------- | ---------- | ----------- | ---------- | ----------------- | ----------------- | ----------------- | ----------------- | -------- | ------ | ----------- | ---------- |
| O. Bierhoff    | 12         | 1          | 0           | 0          | 1                 | 0                 | 0                 | 0                 | 13       | 1      | 0           | 0          |
| R. Bommer      | 29         | 2          | 2           | 0          | 3                 | 0                 | 0                 | 0                 | 32       | 2      | 2           | 0          |
| W. Buttgereit  | 11         | 0          | 0           | 0          | 0                 | 0                 | 0                 | 0                 | 11       | 0      | 0           | 0          |
| M. Bäger       | 2          | 0          | 0           | 0          | 0                 | 0                 | 0                 | 0                 | 2        | 0      | 0           | 0          |
| T. Chmielewski | 15         | 0          | 3           | 0          | 1                 | 0                 | 0                 | 0                 | 16       | 0      | 3           | 0          |
| M. Dämgen      | 15         | 0          | 2           | 0          | 2                 | 0                 | 0                 | 0                 | 17       | 0      | 2           | 0          |
| A. Eðvaldsson  | 13         | 1          | 2           | 0          | 2                 | 0                 | 1                 | 0                 | 15       | 1      | 3           | 0          |
| H. Fach        | 15         | 9          | 0           | 0          | 3                 | 1                 | 0                 | 0                 | 18       | 10     | 0           | 0          |
| F. Funkel      | 27         | 2          | 1           | 0          | 4                 | 0                 | 0                 | 0                 | 31       | 2      | 1           | 0          |
| W. Funkel      | 33         | 3          | 4           | 0          | 5                 | 2                 | 0                 | 0                 | 38       | 5      | 4           | 0          |
| M. Herget      | 32         | 2          | 4           | 1          | 4                 | 1                 | 2                 | 0                 | 36       | 3      | 6           | 1          |
| F. Kirchhoff   | 24         | 3          | 1           | 0          | 3                 | 0                 | 1                 | 0                 | 27       | 3      | 2           | 0          |
| D. Klinger     | 24         | 1          | 3           | 0          | 3                 | 0                 | 0                 | 0                 | 27       | 1      | 3           | 0          |
| M. Kubik       | 22         | 0          | 0           | 1          | 4                 | 0                 | 0                 | 0                 | 26       | 0      | 0           | 1          |
| S. Kuntz       | 32         | 13         | 3           | 0          | 5                 | 5                 | 1                 | 0                 | 37       | 18     | 4           | 0          |
| R. Mathy       | 24         | 8          | 6           | 0          | 4                 | 0                 | 0                 | 0                 | 28       | 8      | 6           | 0          |
| R. Prytz       | 32         | 9          | 3           | 0          | 5                 | 0                 | 1                 | 0                 | 37       | 9      | 4           | 0          |
| F. Raschid     | 0          | 0          | 0           | 0          | 0                 | 0                 | 0                 | 0                 | 0        | 0      | 0           | 0          |
| D. Scholtysik  | 17         | 0          | 3           | 0          | 3                 | 0                 | 1                 | 0                 | 20       | 0      | 4           | 0          |
| F. Thommessen  | 11         | 2          | 2           | 1          | 4                 | 0                 | 3                 | 0                 | 15       | 2      | 5           | 1          |
| W. Vollack     | 11         | 0          | 2           | 0          | 1                 | 0                 | 0                 | 0                 | 12       | 0      | 2           | 0          |
| M. Witeczek    | 29         | 3          | 0           | 0          | 4                 | 1                 | 0                 | 0                 | 33       | 4      | 0           | 0          |
| S. Wolff       | 0          | 0          | 0           | 0          | 1                 | 0                 | 1                 | 0                 | 1        | 0      | 1           | 0          |
| L. de Loo      | 8          | 0          | 1           | 0          | 1                 | 0                 | 0                 | 0                 | 9        | 0      | 1           | 0          |